# Carcabuey
Carcabuey és un municipi de la província de Còrdova a la comunitat autònoma d'Andalusia, a la comarca de la Subbética cordovesa.

## Demografia
| 1996  | 1998  | 1999  | 2000  | 2001  | 2002  | 2003  | 2004  | 2005  | 2006  |
| ----- | ----- | ----- | ----- | ----- | ----- | ----- | ----- | ----- | ----- |
| 2.887 | 2.887 | 2.888 | 2.868 | 2.845 | 2.827 | 2.800 | 2.834 | 2.825 | 2.775 |